# Józef Aleksandrowicz (generał major)
Józef Aleksandrowicz herbu własnego – generał major wojsk koronnych w 1775 roku, szambelan Stanisława Augusta Poniatowskiego.